# دیجیتال‌گلوب
دیجیتال‌گلوب شرکت آمریکایی می‌باشد که در عرصه فروش تصاویر ماهواره‌ای و محتوای جغرافیایی فعالیت دارد. این شرکت در ژانویه ۱۹۹۲ در شهر اوکلند توسط والتر اسکات تأسیس شده‌است.
این شرکت دارای چندینماهواره تصویربرداری بر فراز زمین است که در طول شبانه روز زمین را رصد میکنند.
از مشتریان نامی این شرکت می‌توان به این موارد اشاره نمود: بسیاری از آژانس‌های فدرالی آمریکا، ناسا، وزارت دفاع آمریکا و آژانس جغرافیایی-اطلاعاتی ملی. همچنین بسیاری از تصاویر گوگل مپس و گوگل ارت و تلویزیون های بین‌المللی نظیر بی بی سی نیز از محصولات دیجیتال‌گلوب هستند.

## لیست ماهواره ها
ماهواره های این شرکت شامل موارد زیر می باشد:
ماهواره ی EarlyBird-1، ماهواره ی IKONOS، ماهواره ی QuickBird، ماهواره ی GeoEye-1، ماهواره ی WorldView-1، ماهواره ی WorldView-2، ماهواره ی WorldView-3 و ماهواره ی WorldView-4

## پیوند
- وب‌گاه رسمی